# Crisma

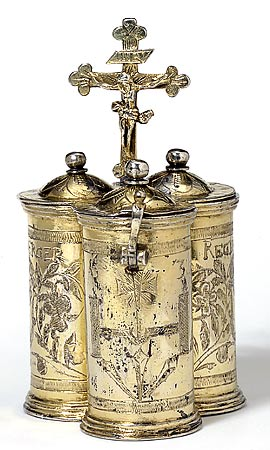
Recipiente para el crisma

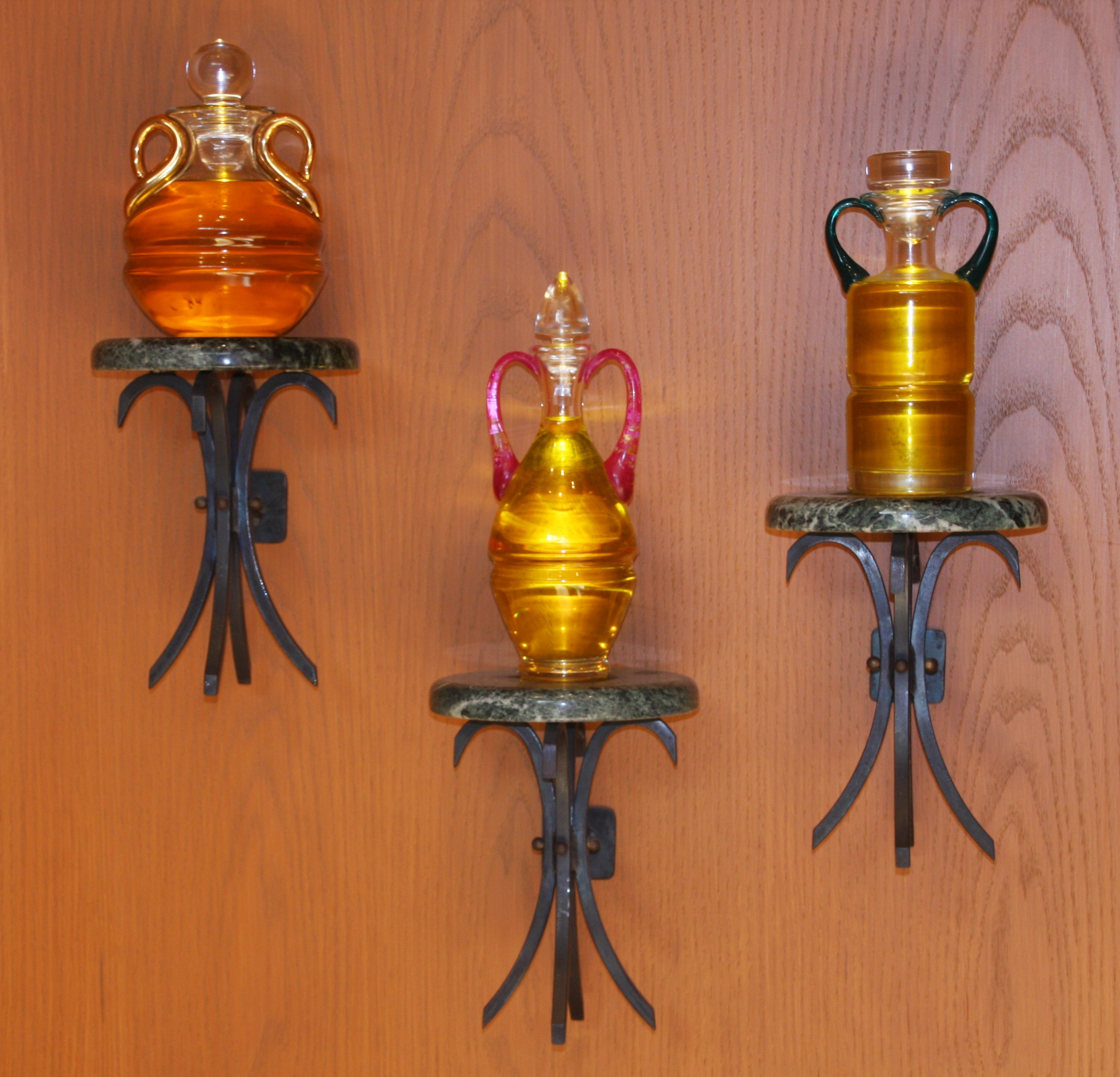
Los tres tipos de aceite santo: el santo crisma, el óleo de los catecúmenos y el óleo para la unción de los enfermos. Los tres son bendecidos en la misa crismal, en la mañana del Jueves Santo.

Crisma es uno de los aceites santos usados en la Iglesia católica tanto romana, como ortodoxa, y en las Iglesias orientales en determinadas ceremonias. El término procede del latín chrisma, y este del griego myron (χρῖσμα). En el catolicismo representa directamente la transmisión del Espíritu Santo: Esta unción ilustra el nombre de "cristiano" que significa "ungido" y que tiene su origen en el nombre de Cristo, al que "Dios ungió con el Espíritu Santo" (Hch 10,38).

## Composición
Está compuesto por aceite de oliva (que representa la fortaleza) al que se añade una pequeña cantidad de bálsamo (cuyo aroma representa el suave olor de la vida cristiana)

## Usos

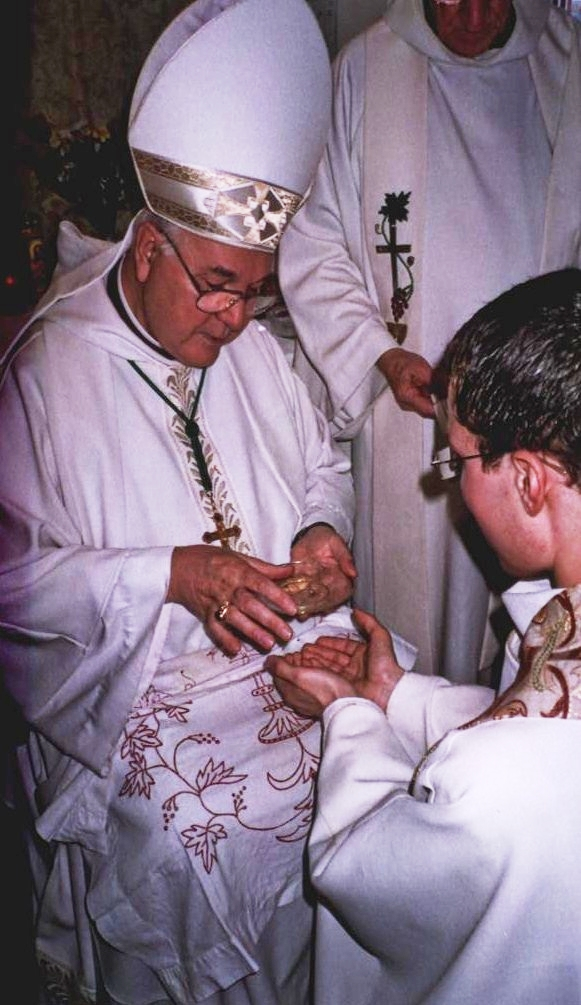
Unción de manos con el Crisma para el nuevo presbítero.

Es usado en el sacramentos que imprimen carácter del bautismo haciendo una cruz en la frente y así como en la confirmación También en la ordenación de presbíteros ungiendo las manos (no de diáconos) y de obispos en la cabeza. En la dedicación de las nuevas iglesias se consagran 12 columnas y del nuevo altar, que tiene que ser fijo y preferentemente de piedra, también para la consagración de las campanas. La unción con el crisma representa la plena difusión de la gracia.

## Consagración.
Los ritos empleados en la consagración del santo crisma demuestran que es una ceremonia de la mayor importancia. Este debe ser bendecido durante la Misa solemne del Jueves Santo (Cf. Decr. S.C.R., ed. Gardellini, n. 2475). Para la totalidad de la ceremonia el obispo consagrante debe estar asistido por su clero de sacerdotes y diáconos. 
El catecismo expresa su importancia en la tradición:
La liturgia de Antioquía expresa así la epíclesis de la consagración del santo crisma (myron): « [Padre (...) envía tu Espíritu Santo] sobre nosotros y sobre este aceite que está delante de nosotros y conságralo, de modo que sea para todos los que sean ungidos y marcados con él, myron santo, myron sacerdotal, myron real, unción de alegría, vestidura de la luz, manto de salvación, don espiritual, santificación de las almas y de los cuerpos, dicha imperecedera, sello indeleble, escudo de la fe y casco terrible contra todas las obras del Adversario» (Pontificale iuxta ritum Ecclesiae Syrorum Occidentalium id est Antiochiae, Pars I, Versión latina).
El aceite y el bálsamo, que se preparan en la sacristía de antemano, son llevados en procesión solemne hasta el presbiterio después de la Comunión, y se colocan sobre una mesa. A continuación, se bendice el bálsamo, que se mantiene en una bandeja de plata, y del mismo modo que el aceite de oliva, que se reserva en un envase de plata. Después de esto el bálsamo se mezcla con el aceite. Entonces, el crisma, perfeccionado con una oración final, recibe el homenaje de todos los ministros sagrados presentes, haciendo cada una triple genuflexión hacia él, y diciendo cada vez las palabras “ave crisma sagrado”. Después de la ceremonia se lleva de nuevo a la sacristía, y se distribuye entre los sacerdotes que se lo llevan en los vasos de plata comúnmente llamados reservas de aceite; el que queda se guarda segura y reverentemente bajo llave.

## Otras variedades
Existen otros aceites bendecidos (a diferencia del crisma, que es consagrado, por su uso) que son:
- El óleo de los enfermos que se utiliza en la "unción de los enfermos" (antes llamada "extremaunción").
- El óleo de los catecúmenos, que se usa en el sacramentos del bautismo.

Para estos dos últimos óleos no se utiliza ningún bálsamo.
Estos óleos son bendecidos el Jueves Santo en la misa Crismal o del Santo Crisma por el obispo diocesano.  